# Abbas Qarabağí
Arteshbod Abbas Qarabaği (Tabriz, 1918-2000) fue el último jefe de Estado Mayor de las fuerzas armadas iraníes, así como el comandante en jefe adjunto del ejército imperial iraní durante el gobierno de Mohammad Reza Pahlavi, el último sha de Irán. Gharabaghi fue uno de los dos oficiales militares de alto rango que no fueron detenidos ni ejecutados por el Consejo Revolucionario Islámico.

## Antecedentes y carrera
Qarabaği era de origen azerí. Se desempeñó como comandante de la gendarmería hasta 1979. Cuando estallaron las intensas protestas en 1978, tanto Hassan Toufanian como Amir Hoséin Rabií intentaron dar un golpe de Estado para estabilizar la agitación en el país. Su idea no fue respaldada por otros altos funcionarios militares, incluido el general Abbas Qarabaği.
Fue nombrado jefe de personal de las Fuerzas Armadas de Irán el 7 de enero de 1979. Su papel era apoyar al Shah hasta que el Shah dejara Irán, y luego apoyar al gobierno civil que dejó el Shah liderado por el Primer Ministro Shapur Bajtiar. Sin embargo, después de muchos conflictos en las calles de Teherán y otros lugares, el 11 de febrero de 1979 Qarabaği, junto con otros 22 líderes militares de alto rango, retiraron su apoyo a Bakhtiar, apoyando así tácitamente a la República Islámica revolucionaria.
Luego, Qarabaği fue asignado como fiscal al Tribunal Revolucionario Islámico, que ordenó el asesinato de muchos altos funcionarios iraníes que sirvieron bajo el Shah. Sin embargo, como resultado de las tensiones en Azerbaiyán, en 1979 las relaciones de Qarabaği con el ayatolá Jomeini se tensaron y huyó de Teherán. Las autoridades revolucionarias lo buscaron, pero no lograron detenerlo.
En diciembre de 1979, el Shah exiliado argumentó que la reunión en enero de 1978 entre el general Robert E. Huyser, quien era subcomandante en jefe de las fuerzas estadounidenses en Europa, y Mehdí Bazargán, quien se desempeñaría como primer ministro bajo el ayatolá Jomeini, fue Organizado por Abbas Qarabaği. Además afirmó que Qarabaği era un traidor.

### Historia de su cargo
- 1965 - General de División, Jefe del Tribunal Militar de Teherán
- Comandante de la 1.ª Guardia Lashkari (Guardia Imperial)
- 19 de abril de 1973 - Comandante de Gendarmería
- 27 de agosto de 1978 - Ministro del Interior
- 4 de enero de 1979 - Jefe de Estado Mayor del Ejército Imperial de Irán
- 13 de enero de 1979 - Miembro del Consejo de Regencia
- 11 de febrero de 1979 - Miembro del Tribunal Revolucionario Islámico de Irán

## Declaración de neutralidad del ejército iraní
La declaración de neutralidad comenzó a las 10:30 horas del 11 de febrero de 1979 en la sede del Consejo Militar Supremo en Teherán, a la que asistieron 22 comandantes de alto rango.
El último mensaje en la radio se anunció a las 14:00 horas del mismo día:
«El ejército iraní es responsable de proteger la independencia y la integridad del amado país de Irán. y tratar de cumplir con este deber de manera efectiva apoyando al gobierno legítimo en la agitación interna. según los últimos acontecimientos en el país El Consejo Supremo de las Fuerzas Armadas se reunió a las 10:30 horas del 11 de febrero de 1979 y decidió declarar la neutralidad en el actual conflicto político. y ordenó a la unidad militar que evitara más caos y derramamiento de sangre. para regresar a sus cuarteles El ejército iraní siempre ha sido y siempre será un partidario de la nación noble, noble y patriótica de Irán y apoyará las demandas de los países nobles de Irán con todas sus fuerzas».
Signatarios de la Declaración de Neutralidad:
- General Abbas Qarabağí (Jefe de Estado Mayor del Ejército Imperial de Irán)
- General Hoséin Fardust (Jefe de la Oficina de Inteligencia Especial)
- General Ya'afar Shafaqát (Ministro de guerra) Rendirse después de firmar y tachar
- Teniente General Hushang Hatam (Vicejefe de Estado Mayor del Ejército Imperial Iraní)
- Teniente General Nasser Moghaddam (Director de la Policía de Seguridad "SAVAK")
- Teniente General Abdol Alí Nájimí Nainí (Asesor del Estado Mayor del Ejército)
- Teniente General Ahmád Alí Mohaqeqí (Comandante de la Gendarmería Imperial de Irán)
- Teniente General Abdol Alí Bádreí (Comandante de las Fuerzas Terrestres Imperiales de Irán)
- Teniente General Amir Hoséin Rabií (Comandante de las Fuerzas Aéreas Imperiales de Irán)
- Vicealmirante Jamal Habibolláhí (Comandante de la Armada Imperial Iraní)
- Teniente General Abdol Májid Masumí Nainí (Viceministro de Guerra)
- Teniente General Ya'afar Saneí (Subgobernador del Ejército en Teherán)
- Almirante Asadollah Mohsenzádeh (comandante adjunto de la Armada iraní)
- Teniente General Hoseín Yahanbaní (Subjefe del Estado Mayor de las Fuerzas Terrestres)
- Teniente General Mohammad Kazemí (Jefe Adjunto de Planes y Programas de las Fuerzas Terrestres)
- Mayor General Kabír (Fiscal del Ejército)
- Teniente General Khalil Bajshí Azár (Jefe del V Departamento del Estado Mayor del Ejército)
- Teniente General Alí Mohammad Khájeh Nourí (Jefe del III Departamento del Estado Mayor del Ejército)
- Mayor General Parviz Aminí Afshár (Jefe del II Departamento del Estado Mayor del Ejército)
- Teniente General Amír Farháng Jalatbarí (Operaciones de las Fuerzas Terrestres Adjuntas)
- Mayor General Mohammad Farzam (Jefe del Departamento VII del Estado Mayor del Ejército)
- Teniente General Jalal Pejman (Jefe del Departamento IV del Estado Mayor del Ejército)
- Mayor General Manouchehr Khosrodad (Comandante de la Aviación Imperial Iraní)
- Teniente General Nasser Firouzmand (Jefe de Estado Mayor Adjunto del Ejército)
- Teniente General Musa Rahimí Larijání (Jefe de Estado Mayor del Primer Regimiento del Ejército)
- Teniente General Mohammad Rahimí Abkanarí (Subjefe del Estado Mayor del Ejército)
- Teniente General Reza Tabatabaí Vakilí (Jefe del Departamento de Auditoría Financiera del Ejército)
- Teniente General Mehdí Rahimí (Jefe de Policía General del Gobernador Militar de Teherán)

## Obras
Qarabaği publicó su relato de la revolución en sus libros Haghayegh Darbareye Bohran-e Iran ("Hechos sobre la crisis de Irán", 1983) y Che Shod Ke Chonan Shod? (traducido como "¿Por qué sucedió?", 1999). Sostuvo que su decisión de declarar la "neutralidad" del ejército fue la razón principal del triunfo final de la Revolución Islámica.
En su primer libro, Qarabaği expresa su fuerte apoyo y lealtad al Shah y pinta una imagen detallada del caos dentro de las filas militares durante los últimos días del gobierno, culpando al primer ministro Bakhtiar por su colapso. Justifica su decisión de declarar la "neutralidad" del ejército como la única solución razonable dadas las circunstancias para evitar más derramamiento de sangre, llamando traidor a Bakhtiar.

## Muerte
Qarabaği murió en París en 2000. Fue enterrado en el cementerio del Père Lachaise.